# Мариенбург (Суринам)
Мариенбург — бывшая плантация сахарного тростника, завод и деревня, расположенная в округе Коммевейне, в северной части Суринама.
В 1745 году Мария де ла Жай создала в Мариенбурге плантацию сахарного тростника. После нескольких переходов её в собственность различных лиц на территории Мариенбурга в XIX веке расположилась кофейная плантация. В 1882 году находившуюся в запустении плантацию приобрело Нидерландское торговое общество. Общество стремилось превратить её в крупнейшую в округе, превзойдя все иные. С целью пополнения запасов сахарного тростника была построена первая в Суринаме железная дорога протяжённостью 12 км. 23 октября 1882 года открылась фабрика по переработке тростника. Вскоре одна из соседних плантаций разорилась, реализации же оставшейся продукции произведено не было в силу убыточности данного предприятия. НТО купило плантации с целью содержания там больших запасов произведённого сахара. В самом Мариенбурге поля засеяли сахарным тростником.
НТО заключило договоры о найме с рабочими с острова Явы, входившей тогда в состав Голландской Ост-Индии. 9 августа 1890 года в Парамарибо прибыли первые рабочие-яванцы, сразу же отправившиеся в Мариенбург. Там работали также индийцы, вывезенные из Британской Индии. 2 июля 1902 года, в связи с установлением НТО низких заработных плат, в их среде вспыхнула стачка. 29 июля в результате преследования управляющий плантацией Джеймс Мавор был убит. Через день в Мариенбург прибыло подразделение колониальных войск. На следующий день, 30 июля, после прихода озлобленных рабочих в контору, где заседал начальник, они подверглись арестам. По взбунтовавшимся рабочим был открыт огонь, в результате которого 17 человек оказались убитыми, 39 — ранеными, впоследствии 7 из которых умерли от ран, таким образом, численность убитых составила 24 человека. 30 июля 2006 года, спустя 100 лет после этого события, по инициативе «Фонда павших героев 1902 года», вице-президент Суринама Рамдин Сарджу торжественно открыл в Мариенбурге памятник восстанию и погибшим в ходе него.
Завод закрылся в 1986 году, и в настоящее время расположенные на его территории здания, несмотря на свою обветшалость, представляют собой туристскую достопримечательность. Вплоть до своего закрытия в Мариенбурге действовала компания, находившаяся во владении общественности, и официально бывших рабочих никогда не увольняли. Они проживают в нищете в трущобах, в которых раньше ютились семьи бывших рабочих.